# Guilherme Toldo
Guilherme Amaral Toldo (Porto Alegre, 1 de setembro de 1992) é um esgrimista brasileiro.
Filho de professores de educação física, teve contato com o esporte desde a infância. Praticou diferentes modalidades esportivas no Grêmio Náutico União, onde iniciou a esgrima aos oito anos. Conciliou natação e esgrima até os 14 anos, momento em que se definiu pela esgrima.

## Carreira
Em 2011, aos 19 anos, conquistou duas medalhas de bronze nos Jogos Pan-Americanos de Guadalajara, no florete individual e por equipe.
Participou dos Jogos Olímpicos de Verão de 2012 em Londres. Ele venceu sua primeira partida contra o marroquino Lahoussine Ali por 15-6. Mas na segunda luta, enfrentando o americano Race Imboden, 5º melhor do mundo, foi eliminado por 15-5.
No Campeonato Pan-Americano de Esgrima de 2014, Toldo conquistou a medalha de bronze no florete individual e outra de bronze por equipes.
Nos Jogos Pan-Americanos de 2015, Toldo conquistou a medalha de prata no Florete por equipes masculino.
Nos Jogos Olímpicos de Verão de 2016, sendo apenas o 66º do ranking mundial, surpreendeu ao vencer três vezes e chegar às quartas de final (terminando entre os oito melhores da Olimpíada) derrotando esgrimistas mais bem ranqueados que ele. Após superar René Pranz na 1ª rodada, e o atual campeão mundial e medalhista de prata em Pequim 2008, Yuki Ota, na 2ª rodada, disputou as oitavas de final contra Cheung Ka Long, de Hong Kong, e surpreendeu mais uma vez ao avançar às quartas de final, vencendo o 20º melhor esgrimista do mundo na categoria florete individual por 15 a 10. Nas quartas de final, enfrentou o italiano Daniele Garozzo, número 11 do mundo, sendo eliminado por 15-8. Garozzo acabou sendo o medalhista de ouro nesta Olimpíada. Com o feito, Guilherme igualou-se ao melhor desempenho da esgrima brasileira em Olimpíadas, alcançado por Nathalie Moellhausen dias antes. 
No Campeonato Mundial de Esgrima de 2019, Toldo, 26º colocado no ranking mundial, estreou ao derrotar o japonês Takahiro Shikine, 19º no mundo, por 15-13. No segundo turno, derrotou o americano Nick Itkin, 11º do mundo, por 15-14. Chegou às oitavas de final, e, enfrentando o coreano Lee Kwang-hyun, 17º do mundo, Toldo abriu 13 a 10 na partida, mas foi eliminado por 15 a 14, terminando em 15º no torneio.
Nos Jogos Pan-Americanos de 2019, Toldo conquistou a medalha de prata no Florete por equipe masculino.
No Campeonato Pan-Americano de Esgrima de 2019, conquistou a prata na competição individual e o bronze na equipe.
Nos Jogos Olímpicos de 2020, Toldo, agora número 17 do mundo, estreou no florete individual contra Toshiya Saito, número 27 do mundo. Após a lâmina de Toldo quebrar no início da luta, e diversas contestações de Toldo sobre a arbitragem (o equipamento que registrava os toques apresentava problemas), o brasileiro acabou eliminado por 15 a 10.
No Campeonato Pan-Americano de Esgrima de 2023, realizado em junho, em Lima, no Peru, Toldo obteve a medalha de bronze no florete individual, sendo sua terceira medalha individual naquele torneio ao longo de sua carreira.
Nos Jogos Pan-Americanos de 2023, obteve seu segundo bronze individual em Pans, além de obter uma medalha na modalidade por equipes pela quarta vez, um bronze. Com isso, Toldo se tornou o maior medalhista brasileiro de esgrima nos Jogos Pan-Americanos. Ele tem seis, um a mais que o espadachim Arthur Cramer Ribeiro, que detém o único ouro do país na modalidade, em Winnipeg 1967.

Atualmente, mora em Roma, onde cursa faculdade.